# Daujėnai
Daujėnai is een plaats in het Litouwse district Panevėžys. De plaats telt 479 inwoners (2001).